# 拉夫里夫卡 (揚皮爾區)
48°22′45″N 28°13′24″E / 48.37917°N 28.22333°E
拉夫里夫卡（烏克蘭語：Лаврівка），是烏克蘭的村落，位於該國西南部文尼察州，由莫希利夫-波季利斯基區負責管轄，始建於1700年，面積0.46平方公里，海拔高度159米，2001年人口118，人口密度每平方公里256.52人。